# 멕시코-미국 관계
멕시코-미국 관계는 멕시코와 미국의 외교 관계를 말한다. 양국은 아시아 태평양 경제협력체, 아메리카 국가 기구 G20, 유엔에 가맹되어 있다. 두 국가는 북미자유무역협정과 미국-멕시코-캐나다 협정 등 지역 경제 공동체에 소속되어있다.

## 역사
멕시코와 미국은 모두 스페인과 영국이라는, 식민지 영토에서 독립한 신생 국가라는 점에서 유사하다. 두 국가의 관계는 텍사스 공화국이 멕시코 제국과 인접한 가운데 영토 분쟁이 발생하면서 시작했다. 알라모 전투는 미국인에게 잘 각인되어 있는 두 국가 간 충돌 중 한 사건이다. 멕시코-미국 전쟁에서 멕시코 제국이 미국에게 패배하면서 텍사스 공화국이 미국에 편입되고, 기존 멕시코 제국의 영토였던 뉴멕시코주, 애리조나주 지역과 캘리포니아주 지역이 멕시코에서 미국으로 할양되었는데, 이는 멕시코 영토의 대략 55% 정도 되는 영역이었다. 전쟁 후반에 발생한 골드 러시는 이러한 미국의 영토 확장에 확실하게 하는 현상이었다.
이러한 리오그란데강을 기점으로 정해진 멕시코-미국 국경은 오늘날까지 유효하다. 미국 내 불법이민 문제가 커지는 가운데 멕시코-미국 국경에서 발생하는 불법 이민자의 미국 입국은 두 국가 간 갈등을 유발하는 요소이며, 도널드 트럼프 1기 행정부 시절 멕시코-미국 장벽을 대선 공약으로 언급 및 공약 이행에 나서면서 갈등을 빚었다. 미국 남부, 특히 과거 멕시코 제국의 영토였던 곳에는 많은 멕시코계 미국인들이 살고 있다. 미국 사회 내 다양한 계층에서도 찾아볼 수 있으며, 이들은 히스패닉 중 상당한 비율을 차지한다. 대표적으로 미국 내 스페인어를 구사하는 인구를 절반 정도 차지한다.
제1차 세계 대전 당시 치머만 전보에서 멕시코가 독일 제국의 편에 선다면, 과달루페 이달고 조약에서 멕시코가 잃어버렸던 영토를 수복할 수 있게 도와주겠다는 내용은 미국을 연합국으로 참전하게 하는 중요한 단서가 되었던 사건이다.
두 국가는 통상 분야에서 북미자유무역협정을 1989년에, 미국-멕시코-캐나다 협정을 2022년에 체결하여 일종의 무역 블록을 형성하고 있다.
멕시코의 문화는 미국 문화에 깊게 녹아들어 있으며, 이는 타코벨과 미국의 체인 음식점이나, 텍스멕스와 같이 음식에서도 자주 보여진다.
마약과의 전쟁에 있어서 도널드 트럼프 2기 행정부는 펜타닐이 멕시코에서 유입된다고 주장하며, 멕시코에 관세를 부과하겠다고 밝힘에 따라 클라우디아 셰인바움 멕시코 대통령과 갈등을 빚었다.

## 같이 보기
- 미국의 대외 관계
- 멕시코의 대외 관계
- 과달루페 이달고 조약
- 멕시코-미국 전쟁